# Беккет. Пьесы (спектакль)
«Беккет. Пьесы» — спектакль российского режиссёра Дмитрия Волкострелова. Премьера состоялась 17 сентября 2014 года в санкт-петербургском ТЮЗе имени Брянцева. Спектакль был номинирован на Российскую национальную театральную премию «Золотая маска» в категориях «Лучший драматический спектакль малой формы» и «Лучший режиссёр» (Дмитрий Волкострелов).

## Команда спектакля
Режиссёр — Дмитрий Волкострелов.
Художник — Алексей Лобанов.
Музыкальное оформление — Дмитрий Власик.
Перевод Александра Вартанова, Надежды Гайдаш, Марии Переясловой, Ольги Дмитриевой и Анны Савиных.
Артисты труппы ТЮЗа имени Брянцева.

## Особенности спектакля
Спектакль «Беккет. Пьесы» поставлен по одноактным пьесам драматурга Сэмюэля Беккета. В него вошли практически неизвестные в России тексты — некоторые были переведены специально. Это пьесы для радио и телевидения, написанные в период с 1961 по 1983 годы.
Дмитрий Волкострелов: «Перед нами на самом деле стояла отчасти и культуртрегерская задача. К тому же просто крайне интересен и важен этот автор, на тот момент он был очень нужен и остается таким. Я читал на английском сборник пьес „The Collected Shorter Plays“, потому что переводов еще не было. И когда выбирал, то думал, конечно же, и об актерах, с которыми мы не первый год работаем, и о пространстве. Потом попросил Александра Вартанова начать работу над переводами. Изначально было переведено чуть больше пьес, и от некоторых мы отказались, когда поняли, что они отличаются от того, что стало получаться». 

### В спектакль вошли тексты[2]
- «Ночь и мечты» (Nacht und träume)
- «Что где»
- «…лишь облака» (перевод Анны Савиных)
- «Набросок для радио» (перевод Анны Савиных, опубликована в переводе Марка Дадяна как «Эскиз для радио»
- «Призрачное трио» (Ghost Trio)
- «Колыбельная» или «Рокабай» (Rockabay)
- «Приходят и уходят» (Come and Go)
- «Квадрат»
- «Дыхание» (Breath)

Постановка выявляет связь метода Дмитрия Волкострелова с теориями американских минималистов (так, театральный критик Алексей Кисилёв прямо называет режиссёра в связи с этим спектаклем «минималистом». Так, например, первый эпизод начинается с почти пятиминутной сцены, в течение которой зрители пребывают в темноте и тишине, что отсылает к практикам композитора Джона Кейджа.
Из рецензии Аси Волошиной для «Петербургского театрального журнала»: «Что такое такая темнота? Да просто сенсорная депривация. Есть такой метод в психотерапии — когда гасятся ощущения и вызывается что-то иное. Волкострелов вносит это в театр (без объяснений, но с подоплекой — sapienti sat — Беккет писал и радиопьесы, а что может быть более доскональным следованием эстетике автора, чем радиопьеса в темноте?). Заставляет испытать депривацию неожиданно и принудительно. И такой опыт стоит дорого. Дороже, чем цена билета. Почему вдруг о цене? Потому что на премьере была отвратительная сцена бунта части публики — с упреками в мошенничестве в том числе. И, боюсь, не последняя. И нельзя об этом не сказать. Хотя бы потому, что это реальность, которую театр вызывает к жизни довольно бесстрашно (такая реальность может его и захлестнуть). Когда сидишь в темноте, а вокруг вскипает человеческая ярость (беспочвенная, глупая, крикливая), это сильное чувство. Это настоящий эксперимент. И в такой агрессивной среде возникает настоящая эмпатия — по отношению к актерам, которым это надо перенести, к режиссеру, который за это в ответе. А эмпатия — это ведь чуть ли не главная из задач театра. Так что — еще раз — это страшно, но дорого, честно.
Да, a propos, темнота уже была, но не так с размаху в самом начале, когда еще не успели договориться о правилах. А это совсем другое. Это как с мягкого знака слово начать».

## Прямая речь
Дмитрий Волкострелов о спектакле:
«Важно понимать, что Беккет — это человек, который изменил европейский театр, но до нас его творчество дошло поздно — в постсоветское время. Это было знакомство с автором в своеобразном экспресс-режиме: как мне кажется, российский театр не смог до конца его понять и осмыслить. Поэтому у нас возникают такие сложности с любым проявлением современного театра. Сегодня мы знаем из Беккета две-три основные пьесы, но важно помнить, что Беккет не перестал писать после этих нескольких, по факту ранних пьес, развивая свой метод и язык. На материале девяти коротких, очень разных, но при этом очень похожих, отражающихся друг в друге пьес, написанных в период с 1965 по 1983 годы для театра, радио и телевидения, нам интересно углубиться в сценическое исследование текстов Беккета, которые сегодня в России малоизвестны. Мы попробуем стать немного ближе к этому, столь важному для театра автору, стать ближе к театру, к искусству и жизни в беккетовском понимании».